# Трентон Джуліан
Трентон Джуліан (9 грудня 1998 , Лос-Анджелес, Каліфорнія ) — американський плавець, чемпіон світу.